# Пјане (Виченца)
Пјане је насеље у Италији у округу Виченца, региону Венето.
Према процени из 2011. у насељу је живело 163 становника. Насеље се налази на надморској висини од 361 м.